# Beginning of the Road ~Collection of Early Songs~
Beginning of the Road ~Collection of Early Songs~ é o primeiro álbum coletânea do Duo musical japonês Depapepe. Na discografia da dupla, este é o sétimo álbum da carreira, e o quarto não-independente.
Lançado em 25 de Abril de 2007, o álbum é composto de versões remix das músicas da fase independente da dupla. Ele alcançou a 8a posição da Oricon, e permaneceu por lá durante 30 semanas.

## Faixas
1. Kaze '07 ver. (風; Wind)
2. La tanta cha cha cha ver.
3. Sky! Sky! Sky! '07 ver.
4. Sazanami splash ver. (さざなみ; Ripple)
5. Komorebi no Naka de brilliant ver. (木漏れ陽の中で; In the Sunshine Shining Through the Trees)
6. Mayonaka no Kaitou Ushiwareta Hihou no Nazo (真夜中の怪盗 失われた秘宝の謎; Thief of Midnight Mystery of the Lost Treasures)
7. Gekijou Melancholic Jounetsu MIX (激情メランコリック 情熱MIX; Passion Melancholic Passion MIX)
8. Itsuka Mita Michi '07 ver. (いつかみた道; The Road Seen Someday)
9. DUNK studio session
10. Snow Dance winter session
11. THIS WAY B.O.R. ver.
12. Arigatou. for you ver. (ありがとう; Thank You.)
13. SINGING BIRD